# Ли Шоусинь
Ли Шоусинь или Буяндэлгэр (11 июля 1892, — май 1970) — китайский и монгольский коллаборационистский и военный деятель, генерал. Командовал вооруженными формированиями Маньчжоу-го и Мэнцзяна, в частности, Национальной армией Мэнцзяна (1937—1941).

## Биография

### Ранние годы
Ли родился в семье мелких землевладельцев китайского происхождения, которые ассимилировались с монголами в хошуне Тумэд-Юици чуулгана Джосоту (сейчас земли этого хошуна разделены между городскими округами Чаоян и Фусинь провинции Ляонин). Его предок-китаец принадлежал к группе китайцев-ханьцев времен династии Цин, называемых «последователями монголов», которые работали слугами у монголов и женились на монгольских женщинах. Их потомки продолжали жениться на монгольских женщинах и сменили свою этническую принадлежность на монгольскую. Они отличались от "истинных монголов" (真蒙古). В 1919 году в Жэхэ он примкнул к Чжилийской милитаристской клике, неуклонно продвигаясь по служебной лестнице, пока не достиг звания полковника, при этом аналогичное звание было присвоено гоминьдановским правительством. Назначенный в Тунляо на территории нынешней Внутренней Монголии, он помогал в подавлении восстания Гада Мейрена в 1929 году.

### Коллаборационист

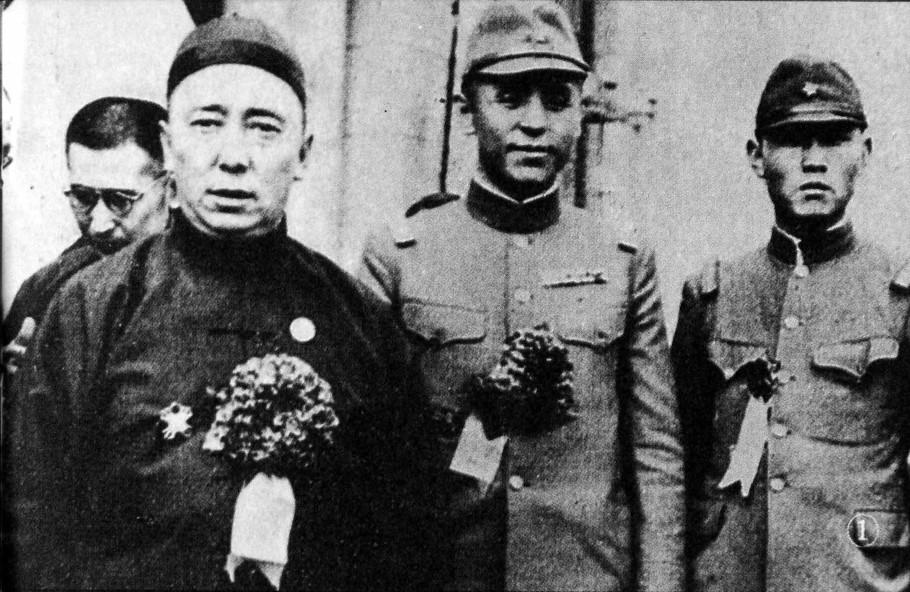
Дэмчигдонров (слева) и Ли Шоусинь (в центре)

В 1933 году войска под командованием Ли столкнулись с частями Квантунской армии на границе с Маньчжоу-го, и его артиллеристам даже удалось сбить несколько японских самолётов. Однако генерал всё-таки вступил с японцами в переговоры о переходе на их сторону. В обмен на это японская сторона предлагала оружие, обмундирование и деньги, и Ли Шоусинь принял решение об измене. После перехода на вражескую сторону он был назначен командиром частей, сражавшихся во Внутренней Монголии и Жэхэ. В 1933 году он руководил силами Маньчжоу-го, оборонявшими укрепления вокруг Долуня, сопротивляясь усилиям Чахарской Народной антияпонской армии. В конце 1935 года он оказывал силам князя Дэмчигдонрова помощь в захвате контроля над шестью северными районами провинции Чахар. К февралю 1936 года войска под командованием Ли контролировали большую часть территорий провинции Чахар, вошедшую в состав монгольского марионеточного государства Мэнцзян. Присягнув на верность князю Дэмчигдонрову, возглавившему государство, Ли Шоусинь стал начальником штаба новообразованной Национальной армии Мэнцзяна, а позднее и её командующим. В 1936-1937 годах он командовал маньчжурскими отрядами из Национальной армии Мэнцзяна, участвовал в неудачной для Мэнцзяна Суйюаньской кампании.
В 1940 году в Циндао Ли встретился с коллаборационистскими китайскими политиками Нанкинского правительства во главе с Чжоу Фохаем с целью обсуждения присоединения Мэнцзяна к Китаю на правах автономии. Позднее это было осуществлено в 1941 году.

### Возвращение в Гоминьдан
Когда ситуация для Японской империи и её стран-союзниц начала ухудшаться в конце Второй мировой войны, Ли Шоусинь тайно встретился с Чан Кайши, и перешёл обратно на сторону Гоминьдана, возглавив китайскую 10-ю армию. После победы сторонников КПК в Гражданской войне в Китае в 1949 году Ли, как и большинство гоминьдановских генералов, бежал на Тайвань. Однако вскоре по просьбе Дэмчигдонрова он вернулся во Внутреннюю Монголию, чтобы занять должность заместителя министра обороны автономного правительства Внутренней Монголии.

### Арест. Последние годы
Через несколько месяцев после возвращения Ли китайские коммунисты, отказавшись признать автономию Внутренней Монголии, санкционировали арест Ли Шоусиня, но ему удалось бежать на территорию Монголии. В сентябре 1950 года Монголия выдала генерала китайским властям, после чего он был обвинён в антигосударственной деятельности и заключён в тюрьму.
Ли Шоусинь был помилован в 1964 году и устроился на работу в исторический музей в Хух-Хото во Внутренней Монголии, вместе с Дэ Ваном, где и умер в мае 1970 года в возрасте 77 лет.